# 古布金斯基
64°26′N 76°30′E / 64.433°N 76.500°E
古布金斯基（俄语：Гу́бкинский）是俄羅斯亞馬爾-涅涅茨自治區東南部的一個城市，位於皮亞庫普爾河畔，距區府薩列哈爾德東南600公里。2002年人口20,407人。
1986年4月22日建立，1997年設市。市名紀念地質學家伊萬·古布金。